# باري ليندون
باري ليندون (بالإنجليزية: Barry Lyndon)‏ هو فيلم فترة صدر عام 1975 كتبه وأنتجه وأخرجه ستانلي كوبريك، من بطولة رايان أونيل، ماريسا بيرينسون، موراي ملفين، باتريك ماجي وهاردي كروغر. ويستند الفيلم إلى رواية حظ باري ليندون بقلم ويليام ميكبيس ثاكري عام 1844 وتروي حياة مغامر أيرلندي خيالي في القرن الثامن عشر. وصورت المشاهد الخارجية في أيرلندا. فاز الفيلم بأربع جوائز عام 1975 في حفل توزيع جوائز الأوسكار، وكانت عن فئات الإنتاج.
حقق الفيلم نجاحا تجاريا متواضعا واستقبل بين النقاد بتقييمات مختلفة عندما أصدر أول مرة، لكنه يعتبر الآن أحد أروع أفلام كوبريك. في العديد من استطلاعات الرأي، مثل فيلاج فويس (1999)، سايت أند ساوند (2002)، ومجلة تايم (2005)، تم تصنيفه ضمن أعظم الأفلام على الإطلاق. وصفه المخرج مارتن سكورسيزي بأنه المفضل لديه بين أفلام كوبريك. وقد ظهرت الاقتباسات من النص في أفلام عديدة مثل ديوليستس للمخرج ريدلي سكوت، عصر البراءة لسكورسيزي، رشمور للمخرج ويس أندرسون ودوغفيل للمخرج لارس فون تراير.

## القصة

### الفصل الأول

#### كيف اكتسب ريدموند باري نمط ولقب باري ليندون
في خمسينات القرن الثامن عشر في أيرلندا، يقتل والد ريدموند باري (ريان أونيل) في مبارزة بعد خلاف على عملية بيع خيول. ترفض الأرملة باري (ماري كين) كل عروض الزواج، وتكرس نفسها لابنها فقط.
في سن المراهقة، يقع باري في حب ابنة عمه الأكبر سنا، نورا برادي (غاي هاملتون). ورغم أنها تغويه في البداية، فإنها تترك باري الفقير لصالح النقيب الإنجليزي جون كوين (ليونارد روسيتر). تأمل نورا وعائلتها أن تخفف من فقرهم بهذا الزواج، ولكن باري يرفض قبول الوضع ويطلق النار على كوين في مبارزة.
يهرب باري إلى دبلن، ولكن في الطريق يتعرض له قاطع الطريق كابتن فيني (آرثر أوسوليفان). ينضم باري المعدم إلى الجيش البريطاني، وهناك يلتقي بالنقيب جروجان (غودفري كويغلي)، وهو صديق للعائلة، وأبلغه أنه لم يقتل كوين – تم تلقيم مسدسه في المبارزة بنخالة. فقد تم ترتيب المبارزة من قبل عائلة نورا للتخلص من باري لأن زواج نورا وكوين ستؤمن الموارد المالية للأسرة.
يتم إرسال فوج باري إلى ألمانيا للقتال في حرب السنوات السبع، وهناك يقتل النقيب جروجان من قبل الفرنسيين في مناوشة في معركة مندن. قرر باري الفرار، وسرق بدلة ضابط وحصانه وهويته. في طريقه إلى هولندا المحايدة يصادف النقيب بوتزدورف البروسي (هاردي كروجر)، الذي كشف تنكره، وخيّره بين أن يسلمه للبريطانيين حيث سيعدم كفار، أو ينضم إلى الجيش البروسي. انضم باري للجيش وتلقى ثناء خاصا من فريدريك الكبير لإنقاذه حياة بوتزدورف في المعركة.
بعد انتهاء الحرب في عام 1763، تم تعيين باري من قبل عم النقيب بوتزدورف في وزارة الشرطة البروسية ليصبح خادما لشيفالييه دي باليباري (باتريك ماجي)، وهو مقامر محترف. ويشك البروسيون انه جاسوس ويرسلون باري كعميل سري للتحقق من ذلك. يكشف باري عن نفسه لباليباري فورا ويصبح الاثنان متعاونين في الغش في الورق.
قام باليباري بخداع الأمير توبنغن في الورق، يتهمه الأمير بالغش (دون دليل) ويرفض سداد ديونه ما لم يطالب باليباري بمبارزة. لذا، يأمر البروسيون بطرد باليباري من البلاد لمنع أي لقاء بينه وبين الأمير. ينقل باري هذه الخطة إلى باليباري، الذي يهرب في الليل. وفي صباح اليوم التالي، يتنكر باري بشكل باليباري، ويرافقه الضباط خارج الأراضي البروسية.
على مدى السنوات القليلة المقبلة، يسافر باري وزميله إلى منتجعات وصالونات أوروبا، ويستفيد من القمار ويجبر المدينين على دفع ديونهم في المبارزات. رأى أن حياته تسير على غير هدى، فقرر أن يتزوج امرأة ثرية. قابل باري الكونتيسة ليندون الجميلة والغنية (ماريسا بيرينسون) على مائدة قمار في بلجيكا. ثم أغواها وتزوجها لاحقا بعد وفاة زوجها المسن، السير تشارلز ليندون (فرانك ميدلماس).

### الفصل الثاني

#### عن سجل المحن والكوارث التي حلت باري ليندون
تزوج باري عام 1773، وأخذ اسم الكونتيسة ليصبح اسمه باري ليندون ويستقر في إنجلترا ويستمتع بثروتها، دون أن يملك أي مال بذاته. اللورد بولينغدون الصغير (دومينيك سافاج)، ابن السيدة ليندون ذو العشر سنوات من السير تشارلز، لا يوافق على الزواج ويبدأ بكره باري، وهو يدرك أن باري هو مجرد «انتهازي من العامة» ولا يحب أمه. تنجب الكونتيسة من باري ابنا هو بريان باتريك، ولكن زواجها غير سعيد: حيث يظهر باري خيانته علنا ويسرف بإنفاق مال زوجته في الملذات ويبقي زوجته في عزلة مملة.
بعد عدة سنوات، تأتي أم باري لتعيش معه في قصر ليندون. وهي تحذر ابنها بأن موقفه غير مستقر: إذا ماتت السيدة ليندون فإن كل ثروتها تذهب لابنها البكر اللورد بولينغدون (الذي أصبح شابا، يلعب دوره ليون فيتالي)، ويصبح باري مفلسا. تنصحه أمه بنيل أحد ألقاب النبلاء لحماية نفسه. ولتحقيق هذا الهدف، بدأ يقرّب نفسه من النبيل النافذ اللورد ويندوفر (أندريه موريل) وبدأ بإنفاق مبالغ أكبر من المال ليدخل نفسه في المجتمع الراقي. ولكن كل جهوده ضاعت، وذلك خلال حفل عيد ميلاد السيدة ليندون، حيث يعلن اللورد بولينغدون كراهيته لزوج والدته وعزمه على ترك قصر العائلة ما دامت أمه متزوجة من باري. يقوم باري الغاضب بضرب بولينغدون أمام الضيوف. فقد باري جميع أصدقائه النافذين بعد أن عمل بجد لكسبهم وأصبح منبوذا اجتماعيا. يفي بولينغدون بوعده ويترك القصر وإنجلترا نفسها لأرض مجهولة.
وعلى النقيض من سوء معاملته لابن زوجته، يظهر باري كأب حنون لابنه بريان، ويمضي كل وقته معه بعد رحيل بولينغدون. لم يكن يرفض لابنه طلبا، وعندما أصر بريان على أخذ حصان بالغ في عيد ميلاده التاسع، قام الوالد بشرائه. يأمر باري ولده ألا يركب الحصان دون حضوره، لكن براين المدلل يعصى تعليمات والديه، ويركب الحصان الذي طرحه أرضا. ومات بريان بعد عدة أيام متأثرا بجراحه.
يتجه باري المنكوب نحو الكحول، بينما ترى السيدة ليندون عزاءها في الدين، بمساعدة من القس صامويل رانت (موراي ملفين)، الذي كان المعلم الأول للورد بولينغدون وبريان. أصبحت أم باري المسؤولة عن شؤون الأسرة وقامت بطرد القس، لأن الأسرة لم تعد بحاجة لمعلم (ولا يمكنها تحمل نفقته بسبب ديون باري) وخوفا من أن تأثيره سيفاقم حالة السيدة ليندون. تغرق السيدة ليندون داخل الحزن وتحاول الانتحار، إلا أن السم لم يكن كافيا لقتلها وجعلها مريضة. يبعث القس ومحاسب العائلة غراهام (فيليب ستون) بطلب اللورد بولينغدون. عند سماع هذه الأحداث، يعود اللورد بولينغدون إلى إنجلترا حيث يجد باري ثملا في حانة، ثم يتحداه في مبارزة.
عقدت مبارزة بالمسدسات في كنيسة صغيرة مهجورة. بعد رمي العملة يعطي بولينغدون حق إطلاق النار أولا، ولكن مسدسه ينطلق قبل أوانه. أحجم باري عن إطلاق النار على بولينغدون، وأطلق رصاصته على الأرض، ولكن بولينغدون رفض إنهاء المبارزة. في الجولة الثانية، يطلق بولينغدون النار على باري في ساقه اليسرى. يوضع باري في نزل قريب، وأبلغه الجراح أنه سيبتر رجله تحت الركبة إن كان يريد البقاء حيا.
أخذ بولينغدون زمام الأمور في القصر. وأرسل غراهام في إلى باري مع اقتراح: سيعطيه بولينغدون راتبا سنويا قدره 500 جنيه مدى الحياة على أن يترك إنجلترا إلى الأبد وينهي زواجه من السيدة ليندون. وإلا فإن الدائنين سيقومون بوضعه داخل السجن. يقبل باري عرضه. يذكر الراوي أن باري ذهب أولا إلى أيرلندا مع والدته، ثم إلى القارة الأوروبية ليعود كمقامر (دون نجاحه السابق) وانه لم يرى السيدة ليندون مرة أخرى. المشهد الأخير (ديسمبر 1789) يظهر السيدة ليندون وهي توقع معاش باري.

### خاتمة
في عهد جورج الثالث عاشت الشخصيات المذكورة وتشاجرت؛ الطيبة أو الشريرة، الجميلة أو القبيحة، الغنية أو الفقيرة، كلهم الآن سواسية.

## طاقم التمثيل
- ريان أونيل – ريدموند باري
- ماريسا بيرينسون – السيدة ليندون

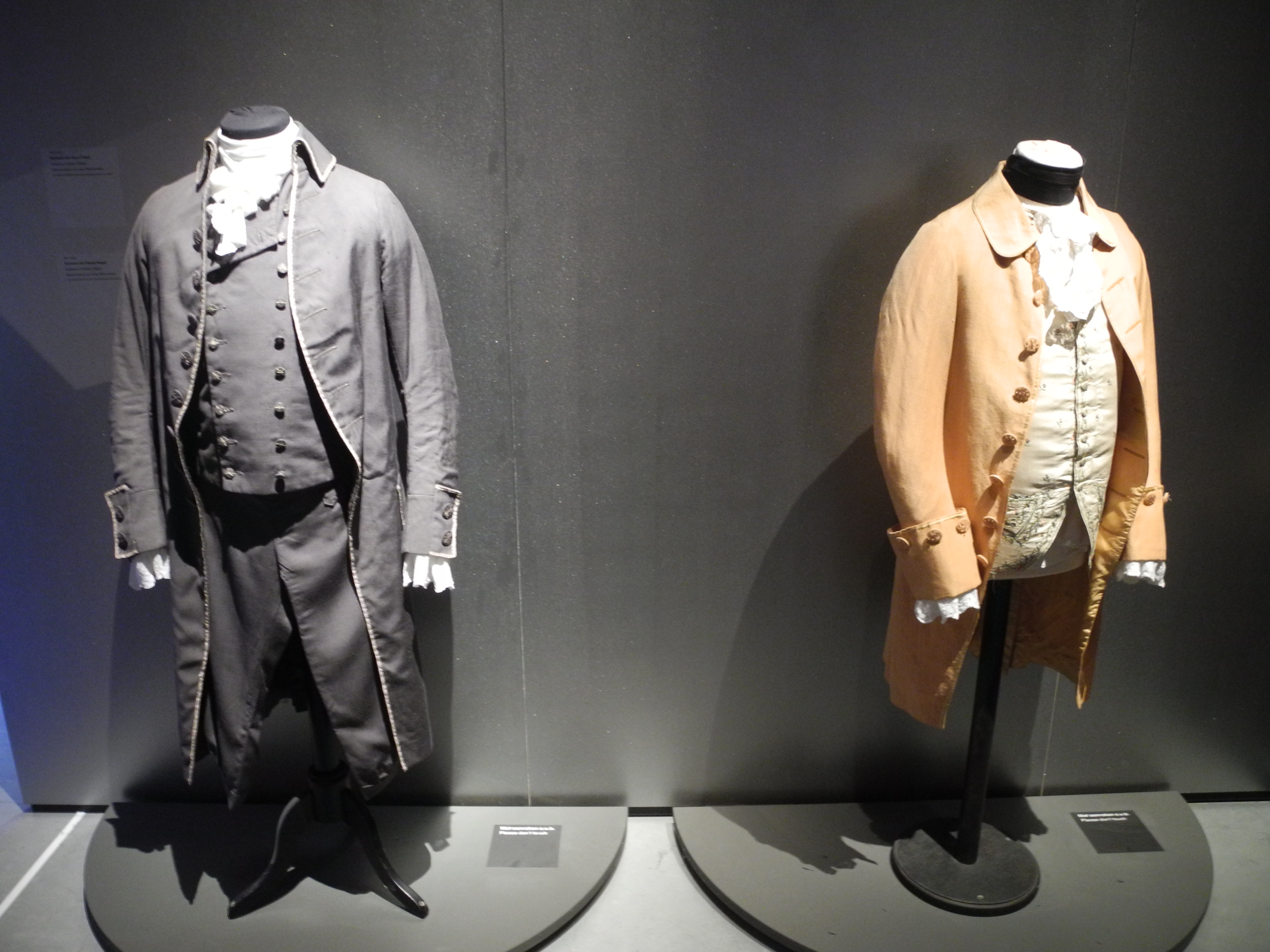
البدلة الأصلية التي استخدمت في فيلم باري لندون

- باتريك ماجي – شيفالييه دي باليباري
- هاردي كروجر – النقيب بوتزدورف
- غاي هاملتون – نورا برادي
- غودفري كويغلي – النقيب جروجان
- ستيفن بيركوف – لورد لود
- ماري كين بيل– والدة باري
- موراي ملفين – القس صامويل رانت
- فرانك ميدلماس – السير تشارلز ريجنالد ليندون
- ليون فيتالي – لورد بولينغدون
- دومينيك سافاج – بولينغدون الصغير
- ليونارد روسيتر– جون كوين
- أندريه موريل – لورد ويندوفر
- أنتوني شارب – لورد هالام
- فيليب ستون – غراهام
- ديفد مورلي – بريان باتريك ليندون
- مايكل هوردرن – الراوي
- ديانا كورنر – ليشن (الفتاة الألمانية)
- آرثر أوسوليفان – كابتن فينى
- بيلي بويل – شيموس فينى

يشير الناقد تيم روبي، أن الفيلم «يجعلك تدرك أن الجانب الأقل ظهورا من عبقرية كوبريك يمكن أن يكون طريقه تعامله مع الممثلين». ويضيف أن الممثلين المساعدين هم «موكب متألق من الأدوار الشرفية، ليس من أسماء النجوم ولكن من شخصيات حيوية».
من بين الطاقم يظهر ليون فيتالي الذي لعب دور اللورد بولينغدون البالغ، وأصبح بعدها مساعد كوبريك الشخصي، وعمل كمدير للممثلين في أفلام كوبريك التالية، وأشرف على نقل أفلام كوبريك إلى الفيديو. استمرت صداقتهما حتى وفاة كوبريك. يظهر مدير التصوير، جون ألكوت، في نادي الرجال في دور دون كلام بدور الرجل النائم على كرسي قرب باري تحداه اللورد بولينغدون في مبارزة. أما فيفيان ابنة كوبريك فظهرت أيضا (في دور غير مسجل) كضيفة في حفل عيد ميلاد بريان.
أظهر كوبريك الممثل باتريك ماجي (الذي لعب دور الكاتب المعاق في فيلم البرتقالة الآلية) بدور باليباري، وفيليب ستون (الذي لعب دور والد اليكس في البرتقالة الآلية، ولعب دور جرادي الحارس الميت في فيلم السطوع) بدور جراهام.

## الإنتاج

### التطوير
فكر كوبريك بإنتاج فيلم عن نابليون بونابرت بعد إنتاجه لفيلم ملحمة الفضاء (فيلم)|2001: أوديسا الفضاء عام 1968. ولكن خلال مرحلة ما قبل الإنتاج، أنتج سيرغي بوندارتشوك ودينو دي لورانتس فيلم واترلو عام 1970 وفشل لاحقا على شباك التذاكر. ونتيجة لذلك، سحب الممولون البساط من تحت كوبريك. كان كوبريك غاضبا بعد أن أنفق وقتا وجهدا كبيرين في تطوير المشروع. هجر كوبريك الفكرة ودون وضع أي بديل لها، وركز انتباهه على فيلمه التالي، البرتقالة الآلية. لاحقا، أظهر كوبريك اهتماما بقصة سوق الأضاليل بقلم ثاكري ولكنه تخلى عنها بعد إنتاج مسلسل تلفزيوني عليها. قال في مقابلة، «رأيت أن قصة سوق الأضاليل قد تنفع كفيلم محتمل، ثم رأيت أنه لا يمكن ضغط القصة في زمن قصير داخل فيلم... ثم قرأت باري ليندون أصبحت متحمسا جدا لها».
كان كوبريك قد ترشح للأوسكار عن أفلام دكتور سترانجلوف، 2001: أوديسا الفضاء والبرتقالة الآلية، فكان معروفا في بداية السبعينات بأنه "مؤلف يسعى إلى الكمال ويديم النظر عبر أفلامه أكثر من نظره نحو أي فكرة أو نجم." وكانت شركته، وارنر براذرز، حريصة على تمويل مشروعه القادم، والذي أبقاه كوبريك سرا عن الصحافة، وذلك بسبب الضجة التي أحاطت بفيلم البرتقالة الآلية (لا سيما في المملكة المتحدة) وكذلك بسبب ارتيابه الشديد من صحف الفضائح".
بعد أن اضطر للتخلي عن خططه لفيلم نابليون بونابرت، وضع كوبريك نصب عينيه على رواية ثاكري الساخرة حول تصيد الثروات في حياة صعلوك أيرلندي، ما سمح له أن يستفيد من البحوث التي أجراها على فيلم نابليون. لم يعلن كوبريك عن شيء سوى أن فيلمه القادم سيكون من بطولة ريان أونيل (وهو ما اعتبر خيارا غير مألوف بين أبطال كوبريك الرئيسيين) وماريسا بيرينسون، وكانت نجمة الغلاف على مجلتي فوغ وتايم، وأن يتم التصوير في أيرلندا. وأحاط كوبريك الفيلم بالسرية لدرجة أن لم يخبر ماريسا بيرينسون عن المشروع، بل سلمها قطعة ثياب من القرن الثامن عشر، وأوصاها ألا تعرضه للشمس في أشهر ما قبل الإنتاج".

### التصوير الرئيسي
استغرق التصوير الرئيسي 300 يوما، من ربيع 1973 وحتى أوائل عام 1974، مع استراحة لعيد الميلاد.
صورت عدة مشاهد خارجية في أيرلندا، وذلك في اللقطات التي تقع أحداثها في أيرلندا وإنكلترا وبروسيا خلال حرب السنوات السبع. واستلهمت من المناظر الطبيعية من لوحات واتو وغينزبورو، واعتمد كوبريك والمصور السينمائي ألكوت أيضا على البحوث الدقيقة في للتوجيه الفني من قبل كين آدم وروي ووكر. وربح ألكوت وآدم وووكر جائزة الأوسكار عن عملهما في الفيلم.
صورت عدة مشاهد داخلية في قصر باورسكورت، وهو قصر يعود إلى القرن الثامن عشر في مقاطعة ويكلاو في جمهورية أيرلندا. تعرض المنزل لحريق عرضي بعد عدة أشهر من تصوير (نوفمبر 1974)، وبالتالي فإن الفيلم كان بمثابة سجل للمشاهد الداخلية، ولا سيما الصالون الذي استخدم في أكثر من مشهد. على سبيل المثال، تظهر جبال ويكلو واضحة من خلال نافذة الصالون في مشهد برلين. وشملت المواقع أخرى دير كيلز (معسكر الجنود الإنجليز) قصر بلاينهايم، قلعة هوارد (المشاهد الخارجية من قصر ليندون)، كورزهام كورت (عدة ديكورات داخلية ومشهد غرفة الموسيقى)، بيتورث هاوس (الكنيسة وغيرها)، ستورهيد (البحيرة والمعبد)، لونغ ليت، ويلتون هاوس (مشاهد داخلية وخارجية) في إنجلترا، قلعة دانروبين (مشهد المنتجع في بلجيكا) في اسكتلندا، وقلعة دبلن في ايرلندا (منزل باليباري)، وقصر لودفيغسبورغ قرب شتوتغارت والقصر الجديد لفريدريك العظيم نيوس في بوتسدام قرب برلين. تم تصوير بعض اللقطات الخارجية أيضا في قلعة واترفورد (وهي الآن فندق فاخر وملعب للجولف) وجزيرة ليتل، واترفورد. ظهرت أيضا قلعة مورزتاون في تبيراري.

### التصوير السينمائي
الفيلم، كما هو الحال مع أغلب أفلام كوبريك تقريبا، هو عرض لأهم الابتكارات التقنية. فبينما أظهر عام 2001: أوديسا الفضاء «المؤثرات الثورية»، وأظهر فيلم البريق الاستخدام الكثيف للكاميرا الثابتة، فقد صورت عدة مشاهد من فيلم باري ليندون دون اللجوء إلى الضوء الكهربائي.
أراد كوبريك استخدام ضوء الشموع لتصوير الفيلم رغم صعوبة الأمر. جرب عدة عدسات قبل أن يضع يده على عدسة 50 مم فائقة السرعة صممتها شركة كارل زايس لتستخدمها ناسا في عملية أبولو 13 للهبوط على القمر وكان قد استخدمها في بحثه عن عدسات الضوء الخافت. كانت هذه العدسات ذات سرعة فائقة وفتحة ضخمة وبعد بؤري ثابت" وكانت هناك إشكاليات في تركيبها، تم تعديلها بشكل موسع في ثلاثة إصدارات ليتمكن كوبريك من الحصول على زاوية أوسع للعرض، مع مدخلات من خبراء البصريات ريتشارد فيتر من Todd-AO. وسمح هذا لكوبريك وألكوت بتصوير مشاهد مضاءة بالشموع. بالإضافة إلى هذا، قام كوبريك بتحميض الفيلم بأكمله دفعة واحدة.
رغم أن كوبريك حاول تجنب الإضاءة الكهربائية بقدر الإمكان، فقد صور عدة لقطات بالعدسات والإضاءة التقليديتين، ولكنها أضيئت لتقليد الضوء الطبيعي. بالإضافة إلى جعل الفيلم يبدو أكثر واقعية، فقد قدمت هذه الأساليب لتحاكي لوحات القرن الثامن عشر، ولا سيما لوحات وليم هوجرت، الذي أعجب به ثاكري".

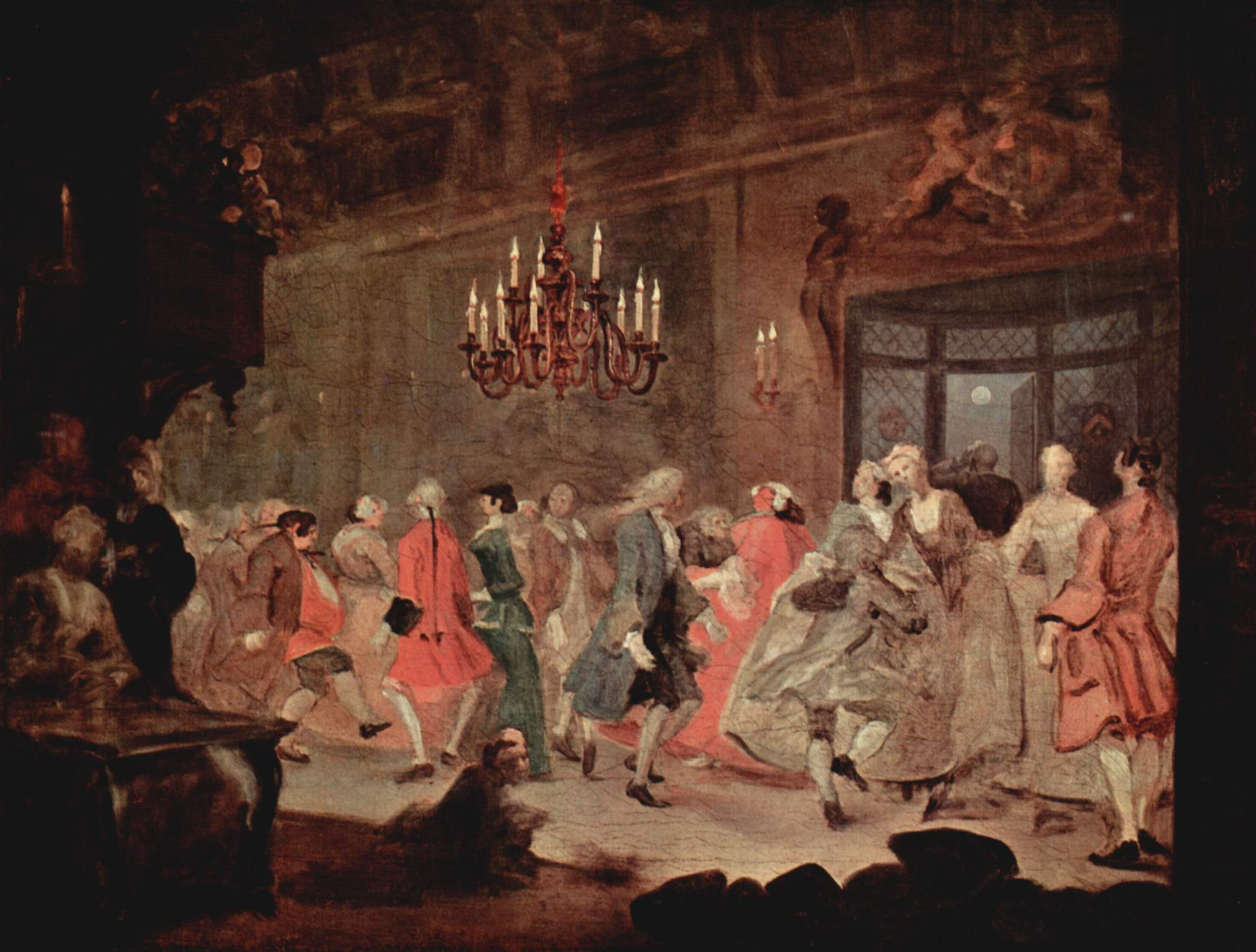
لوحة هوغارث "الرقصة الريفية" (حوالي1745) وتمثل أحد المشاهد التي حاول كوبريك محاكاتها في باري ليندون.

أما لإنارة بعض المشاهد الداخلية، فوضعت أضواء في الخارج ووجهت نحو النوافذ، وتمت تغطيتها بمواد ناشرة لتبعثر ضوء بالتساوي عبر الغرفة بدلا من وضعها في الداخل. وأبرزها مشهد مبارزة باري مع اللورد بولينغدون. وهو ما لم يحاكي الأضواء الطبيعية فقط، بل وحافظ على المواقع التاريخية مما قد يصيبها من وضع الأنوار على الجدران والسقف وكذلك الحرارة من الأنوار.

### الموسيقى
سمحت فترة الفيلم لكوبريك أن يستغل حبه للموسيقى الكلاسيكية، واستخدم مقطوعات ليوهان سيباستيان باخ، أنطونيو فيفالدي، جيوفاني بايسييلو، فولفغانغ أماديوس موتسارت، فرانز شوبرت، وكذلك اللحن العسكري هوهنفريدبرغر المنسوب لفريدريك الكبير (إلا أن نسبته مشكوك فيها)، أما المقطوعة الرئيسية فهي مقطوعة ساراباندي. المقطوعة أصلا تعزف على آلة هاربسيكورد منفردة، لكن تمت إضافة لمحة رومانسية عليها بأوركسترا وترية كاملة. واستخدمت في لقطات مختلفة، وبتوزيع مختلف.
تضمنت موسيقي الفيلم أيضا الموسيقى الشعبية الايرلندية، بما في ذلك أغنية Women of Ireland للفنان شون أو ريادا، ووزعها بادي مولوني وأداها فريق تشيفتينز.

## الاستقبال
لم يحقق فيلم النجاح التجاري المأمول داخل الولايات المتحدة، وإن استقبل بشكل أفضل قليلا في أوروبا. وشهد هذا الفيلم ردود فعل متباينة، إذ انتقد النقاد برودة أسلوب كوبريك في التصوير، وبطء الإيقاع، كما وافقت الجماهير على نفس النقاط. فأخذ كوبريك هذا الأمر في الاعتبار في فيلمه القادم البريق للكاتب ستيفن كينغ، وقدمه بشكل أرضاه فنيا وتجاريا. ومع ذلك، أشاد العديد من النقاد الآخرين، بما في ذلك جين سيسكل، بجودة الفيلم التقنية وسرده القوي للقصة، وعدّه سيسكل كأحد أفضل خمسة أفلام في السنة.
في السنوات الأخيرة، اكتسب الفيلم ردود فعل أكثر إيجابية. وحتى سبتمبر 2017، حصل الفيلم على نسبة 97٪ «طازج» على موقع الطماطم الفاسدة باعتماد 62 تقييم. وأضافه روجر ايبرت الفيلم لقائمته “أعظم الأفلام” في 9 سبتمبر 2009، وكتب، «إنه يتحدانا أن نهتم، ويطلب منا أن تبقى مراقبين فقط لأناقته وفخامته»، وأنه «يجب أن يكون أحد أجمل الأفلام على الإطلاق».

### الجوائز
وفاز الفيلم بأربع جوائز في حفل توزيع جوائز الأكاديمية الثامن والأربعين عام 1976، وهي عن أفضل إخراج فني (كين آدم، روي ووكر، فيرنون ديكسون)، وأفضل تصوير سينمائي (جون ألكوت)، وأفضل تصميم أزياء (ميلينا كانونيرو، اولا بريت سودرلوند) وأفضل موسيقى (ليونارد روزنمان، «عن توزيعاته لمقطوعات شوبرت وهاندل».) ورشح كوبريك ثلاث مرات، لأفضل مخرج، وأفضل فيلم، وأفضل سيناريو مقتبس.
فاز كوبريك الأكاديمية البريطانية لفنون الفيلم والتلفزيون (بافتا) لأفضل إخراج. فاز جون ألكوت لأفضل تصوير سينمائي. ورشح الفيلم أيضا لأفضل فيلم، وتوجيه فني، وتصميم أزياء.

## الرواية الأصلية
استند ستانلي كوبريك في فيلمه على قصة وليام ميكبيس ثاكري بعنوان حظ باري ليندون (أعاد نشرها بعنوان مذكرات باري ليندون، المحترم)، وهي حكاية تشردية كتبها ونشرها بشكل مسلسل في عام 1844. وتمت رواية المسلسل بمنظور الشخص الأول، وتروي قصة رجل من طبقة النبلاء الأيرلنديين يحاول أن يدخل الطبقة الأرستقراطية الإنجليزية.
في الرواية فإن الراوي هو ليندون نفسه، حيث ينظر إلى أحداث حياته السابقة وهو يقبع في السجن. تعتبر الرواية أحد أهم أمثلة الراوي غير الموثوق – حيث يُطلب من القارئ في الرواية باستمرار بالتشكيك في صحة الأحداث التي وصفت له. لكن كوبريك رأى أن استخدام السرد الشخصي يكون مفيدا في الفيلم:

"
 أعتقد ثاكري استخدم بطل الرواية ليروي قصته بطريقة مشوهة عمدا لأنه جعلها أكثر إثارة. فبدلا من وضع الراوي المجهول، استخدم ثاكري الراوي الناقص، ما يتيح للقارئ أن يحكم بنفسه حول ما روى ريدموند باري عن حياته. كانت هذه التقنية جيدة في الرواية، ولكن بطبيعة الحال، ففي الأفلام لديك واقع موضوعي أمامك دائما، لذلك لا يمكن أن تكرر تأثير الرواية ثاكري على الشاشة. قد يمكن عمل هذا عن طريق الكوميديا، وذلك بوضع قصة باري أمام الواقع، ولكن لا أعتقد أن الرواية تنفع كفيلم كوميدي."
كما هو الحال بالنسبة لمعظم الاقتباسات الأدبية، فقد قصر كوبريك أو أغفل في بعض الحالات بعض الشخصيات التي كانت ذا أهمية في الرواية. فبالنظر إلى الفترة الزمنية بين هروبه من الجيش البروسي وزواجه فإنها مذكورة في الرواية بتفصيل أكثر من الفيلم.
ومن الملاحظ أيضا أن أحداث الفيلم تنتهي قبل انتهاء الرواية. ففي نهاية الفيلم، تبتر ساق باري ليندون في مبارزة (وهو حدث غائب في الرواية) ويعود إلى حياة القمار دون نجاحه السابق ويعيش على راتب السيدة ليندون التي منحته إياه مقابل مغادرته البلاد. ورغم أن هذه الأحداث وقعت في الرواية، فقد تم إلغاء الراتب بعد موت السيدة ليندون، ويتم سجنه بسبب عمليات الاحتيال التي كان يقوم بها. وهناك يكتب باري مذكراته. وفي سنواته الأخيرة لم يزره أحد سوى أمه، ومات بعد أن أمضى 19 عاما في السجن.
اقتبس ثاكري الرواية من حياة المغامر الايرلندي أندرو روبنسون ستوني، الذي تزوج (وبعدها تطلق) من ماري إلينور بوز، كونتيسة ستراثمور، التي عرفت باسم «الكونتيسة التعيسة» بسبب زواجهما المليء بالمشاكل.
كان نسخة الرواية المنقحة أقصر وأكثر إحكاما من المسلسل الأصلي. وتعتبر أول «رواية بلا بطل» أو أول رواية لها بطل مضاد في الأدب الإنجليزي. وفور نشر الرواية في عام 1856، قام الناشر بتسميتها “مذكرات باري ليندون، المحترم من مملكة أيرلندا وبها سجل لمغامراته الاستثنائي؛ ومصائبه؛ معاناته في خدمة جلالة الملك البروسي؛ زياراته إلى العديد من بلاطات أوروبا؛ وزواجه في إنجلترا وأيرلندا؛ والعديد من ضروب الاضطهاد المؤامرات والافتراءات التي كان ضحيتها”.
ينحرف الفيلم عن الرواية في عدة طرق. القصة تسودها نغمة فكاهية، وتروى الحكاية من وجهة نظر باري. أما فيلم كوبريك فيعرض القصة بموضوعية. هذا التغيير في المنظور غير لهجة القصة، فقد رواها ثاكري بشكل فكاهي، ولكن كوبريك جعلها حكاية تراجيدية، وإن كانت بلهجة ساخرة.
تغيرت الحبكة أيضا على يد كوبريك. فهي لا تتضمن مشهد المبارزة النهائي. لكن كوبريك وضع المبارزة كمحور مركزي للفيلم: الفيلم يبدأ بمبارزة يقتل فيها والد باري، وتتكرر المبارزات طوال الفيلم. في رواية ثاكيراي أيضا، فإن شوفالييه دي باليباري هو عم باري الضائع، وبزواجه من آل ليندون، فقد عزم باري على استعادة ثروته الأسرة (والتي انتزعت من أسلافه من قبل عائلة ليندون). أما في الفيلم، فقد تخلى كوبريك عن كل هذه الوصلات العائلية.

## وصلات خارجية
- باري ليندون على موقع IMDb (الإنجليزية)
- باري ليندون على موقع ميتاكريتيك (الإنجليزية)
- باري ليندون على موقع الموسوعة البريطانية (الإنجليزية)
- باري ليندون على موقع روتن توميتوز (الإنجليزية)
- باري ليندون على موقع قاعدة بيانات الأفلام العربية
- باري ليندون على موقع ألو سيني (الفرنسية)
- باري ليندون على موقع Turner Classic Movies (الإنجليزية)
- باري ليندون على موقع أول موفي (الإنجليزية)
- باري ليندون على موقع فيلمافينيتي (الإسبانية)
- باري ليندون على موقع قاعدة بيانات الأفلام السويدية (السويدية)
- قالب:Screenonline title
- Movie trailer
- Screenplay of Barry Lyndon (February 18, 1973)
- Barry Lyndon Press Kit
- "Two Special Lenses for Barry Lyndon, Superfast lenses employed in the filming of Barry Lyndon article from American Cinematographer
- "Barry Lyndon Reconsidered" essay by Mark Crispin Miller
- "Kubrick's Anti-Reading Of The Luck Of Barry Lyndon" essay by Mark Crispin Miller
- "Barry Lyndon: The Shape of Things to Come" essay by Bilge Ebiri
- "Narrative and Discourse in Kubrick's Modern Tragedy" essay by Michael Klein
- "Photographing Stanley Kubrick's Barry Lyndon"، interview with John Alcott first published in American Cinematographer
- Stanley Kubrick's letter to projectionists on Barry Lyndon at Some Came Running